# Wynyard (Saskatchewan)
Wynyard est une ville de la Saskatchewan au Canada au sud des lacs Quill.

## Géographie
La localité de Wynyard est située dans le sud-est de la province de Saskatchewan, sur la route Yellowhead à 132 km à l'ouest de Yorkton et à 190 à l'est de Saskatoon.

## Démographie
| 2011  | 2016  | 2021  |
| ----- | ----- | ----- |
| 1 767 | 1 732 | 1 724 |